# Luca Pacioli
Luca Bartolomes Pacioli OFM, dit Luca di Borgo (vers 1447 à Borgo Sansepolcro en Toscane - entre avril et octobre 1517, probablement dans la même ville,), est un religieux franciscain italien, vulgarisateur des mathématiques, mathématicien, économiste et fondateur de la comptabilité.
Il est considéré comme le père du principe connu sous le nom de « comptabilité en partie double ».

## Biographie
Luca Pacioli, ou Luca di Borgo commence ses études à Borgo Sansepolcro en Toscane. En 1464, il les poursuit à Venise où il suit les cours de Domenico Bragadino, lecteur public de la république de Venise. Il est en même temps le précepteur des trois fils du marchand vénitien Antonio Rompiasi. Dans la cité lacustre, il rédige son premier livre de mathématiques, un traité d'arithmétique probablement conçu pour être utilisé comme livre de texte. Malheureusement, il est perdu. Après avoir quitté Venise en 1470, il rejoint Rome où il rencontre en 1471 le grand humaniste polymathe Leon Battista Alberti. Il y est ordonné moine franciscain, dès lors, on l'appellera Fra (frère) Luca Pacioli. Il est moine, vers 1476, dans le couvent  San Francesco della Vigna de Venise, mais on l'autorise cependant à enseigner les mathématiques. De 1477 à 1480, il enseigne les mathématiques à Pérouse, où il achève la rédaction d'un ouvrage d'arithmétique. Ce deuxième opus, imprimé en 1478, s'intitule Tractatus mathematicus ad discipulos perusinos. Il sillonne ensuite l'Italie et y dispense ses cours à Zara (l'actuelle Zadar), Florence et Urbino où il œuvre comme précepteur des enfants du duc d'Urbino,.
En 1487, Pacioli retourne à Pérouse, où il s'attelle à la première traduction en italien des Éléments d'Euclide. Sa traduction repose sur le texte latin de Giovanni Campano (1220-1296) qui a lui-même travaillé sur des versions arabes. Elle sera publiée en 1509, malheureusement, aucun exemplaire ne nous est parvenu. En 1489, il retourne à Rome, où il est nommé professeur à  l'université La Sapienza. L'année suivante, il enseigne la géométrie à Naples et un an plus tard, il retourne dans son village natal, où il entreprend de rédiger le plus long de ses deux ouvrages majeurs, la Summa de arithmetica geometria proportioni et propotionalita, qui sera publié à Venise en 1494.
Alors qu'il se trouve à Venise en pleine révision de l'ouvrage Summa de arithmetica geometria proportioni et propotionalita, il reçoit un message de Ludovico Sforza : le duc de Milan l'invite à rejoindre l'académie qui se regroupe dans cette ville. C'est ainsi qu'en 1496, Luca Pacioli se met en route pour la capitale du Milanais. Pendant son séjour à Milan, il prend part aux réunions du palais ducal et se consacre à l'enseignement des mathématiques à l'université. C'est dans cette ville qu'il commence à rédiger De divina proportione. Dans cet ouvrage, publié en 1509 et dédié à « Son excellence le prince Ludovic Sforza », le mathématicien cite les membres les plus éminents de l'Académie de Milan, dont « les très perspicaces architectes et inventeurs assidus de choses nouvelles », qui compte parmi leurs rangs son ami Léonard de Vinci. Les deux hommes partagent de nombreux points communs, dont le goût de la géométrie, tant dans ses aspects théoriques que pratiques. Léonard avait, par exemple, lu les Éléments d'Euclide. De la même manière, tous deux sont attirés par l'étude des applications pratiques de la géométrie à l'art, que Pacioli avait découverte grâce à Piero della Francesca,.
À la chute de Ludovic Sforza, en 1499, l'Académie de Milan est dissoute, ce qui pousse, quelques mois plus tard, Luca Pacioli et Léonard de Vinci à se rendre ensemble à Mantoue — comme le rapporte Giorgio Vasari — puis à Venise et enfin à Florence, où César Borgia décerne à Léonard les titres d'architecte militaire en chef et de maître ingénieur. À Florence, Pacioli et De Vinci continuent de collaborer ; c'est d'ailleurs dans cette ville que Léonard réalise la plupart des illustrations de De divina proportione. C'est dans cette ville, et pendant les premières années du XVIe siècle, que Pacioli s'implique comme jamais dans les affaires de l'Église catholique, à tel point que le pape Alexandre VI le nomme supérieur de l'Ordre franciscain pour la Romagne. Et en 1506, il entre au monastère de Santa Croce de Florence. Mais ce retrait de l'enseignement intensif des mathématiques ne dure pas longtemps. La relation entre Luca et Léonard prend fin — en bons termes à ce que l'on sait — en 1507, quand Léonard part pour Milan et Luca pour Pise, où il reprend à la fois l'enseignement et l'écriture. L'année suivante, il s'installe à Venise, où il s'attache à achever le texte de De divina proportione, qui sera imprimé en 1509. Cette même année, il publie également sa traduction italienne des Éléments d'Euclide. Il enseigne aussi les mathématiques à l’université de Pavie, on le retrouve ensuite à Bologne et, en 1510, à Pérouse où il s'établit. Quatre ans plus tard, il met le cap vers Rome, mais peu de temps après, il commence à sentir le poids de l'âge — il avoisine les soixante-dix ans — et décide alors d'arrêter les voyages et de se retirer de la vie active. Cette même année, il rentre dans sa ville natale, San Sepolcro, où il passe les dernières années de sa vie à écrire. C'est là qu'il meurt en 1517. À sa mort, il laisse une œuvre inédite intitulée De viribus quantitatis (Du pouvoir des nombres).

## Œuvre

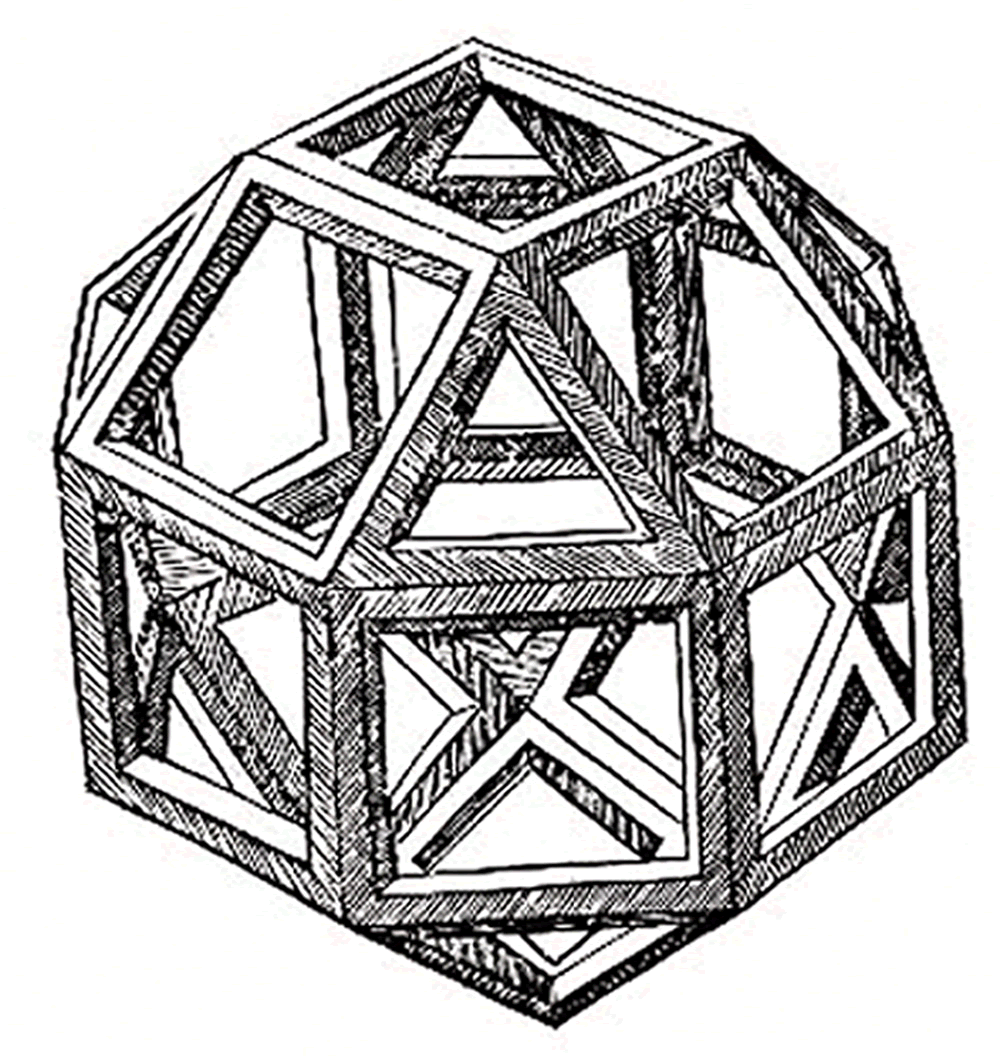
Première illustration d'un petit rhombicuboctaèdre en creux par Léonard de Vinci pour la Divina proportione.

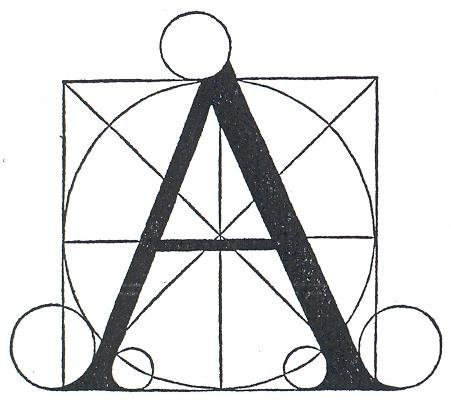
Lettre A de son alphabet.

Trois ouvrages de Luca Pacioli ont été publiés de son vivant. Deux autres sont parvenus jusqu’à nous sous la forme de manuscrits inédits
- Summa de arithmetica, geometria, de proportioni et de proportionalita (Venise, 1494), résume en dix chapitres l'ensemble des connaissances mathématiques de son époque. Les sept premiers, longs d'un peu plus de deux cents pages, traitent d'arithmétique. Le huitième, de quelque quatre-vingts pages, aborde l'algèbre de l'époque. Le neuvième de cent cinquante pages environ, s'intéresse aux questions commerciales, notamment à la tenue des livres de comptabilité. C'est dans ce texte qu'il présente la méthode vénitienne de tenue des comptes, maintenant connue sous le nom de comptabilité en partie double[12],[n 8]. Pour la première fois, un ouvrage met à la disposition de tous ... des connaissances éparses, enseignées jusque là uniquement par l'apprentissage. La comptabilité devient une matière à enseigner avec son manuel[13]. Le dixième, de près de cent cinquante pages lui aussi, répond à des questions de géométrie pratique[n 9],[15].
- De viribus quantitatis, (1496-1508)[16]. Le manuscrit est conservé à la Bibliothèque universitaire de Bologne (Codex n. 250). Il est resté inédit jusqu'à sa publication en 1997[17][n 10]. C’est avant tout un recueil de problèmes mathématiques amusants qui précède de plus d’un siècle la parution des Problèmes plaisants et délectables de Claude-Gaspard Bachet de Méziriac. On y trouve également de nombreux exemples de carrés magiques ainsi que le premier tour de magie de cartes décrit dans un manuscrit[18].
- De divina proportione (écrit à Milan entre 1496 et 1498 et publié à Venise en 1509[19]). Trois exemplaires du manuscrit existaient. Le premier, dédié à Ludovic le More, est conservé à la Bibliothèque de Genève, le second, dédié à Galeazzo Sanseverino, est conservé à la bibliothèque Ambrosienne de Milan, le troisième, dédié à Pier Soderini, a disparu.
 La première partie du livre, Compendio de Divina Proportione, traite du nombre d'or, que Luca Pacioli nomme la divine proportion. Cette première partie est illustrée par des planches représentant soixante types de polyèdres. Elles sont dues à Léonard de Vinci. L'œuvre traite aussi de l'usage de la perspective par les peintres Piero della Francesca, Melozzo de Forlì et Marco Palmezzano. La troisième partie de l'ouvrage, Libellus in tres partiales tractatus divisus, est une traduction en italien de l'ouvrage (en latin) de Piero della Francesca sur les cinq solides de Platon, De Corporibus regularibus, mais n'inclut aucune référence à l'auteur originel. Giorgio Vasari traita Luca Pacioli d'« usurpateur », pour avoir publié sous son nom les écrits de Piero della Francesca qui étaient en sa possession depuis la mort du peintre (voir Plagiat par Luca Pacioli pour plus de détails).
 L'édition de 1509 comprend une série de xylographies représentant 23 lettres majuscules « exécutées simplement avec la règle et le compas, en utilisant les seules figures du cercle et du rectangle. L'ancien logo « M » du Metropolitan Museum of Art de New York était tiré de cet alphabet[20].
- Une édition en latin des Éléments d’Euclide, publiée en 1509, à Venise, par le typographe Paganinus de Paganinis.
- Un traité d'abaque, écrit pour ses élèves de Pérouse. Le manuscrit, resté inédit, est conservé à la bibliothèque du Vatican. Il y est référencé comme le codice Vaticano Urbinate 3129.
- Un traité sur le jeu d'échecs, De Ludo Schacorum. Longtemps considéré comme perdu, un manuscrit de ce traité a été redécouvert en 2006, dans la bibliothèque du Comte Guglielmo Coronini (22 000 volumes) et publié en 2008[21],[22].